# 恩斯特·克拉德尼

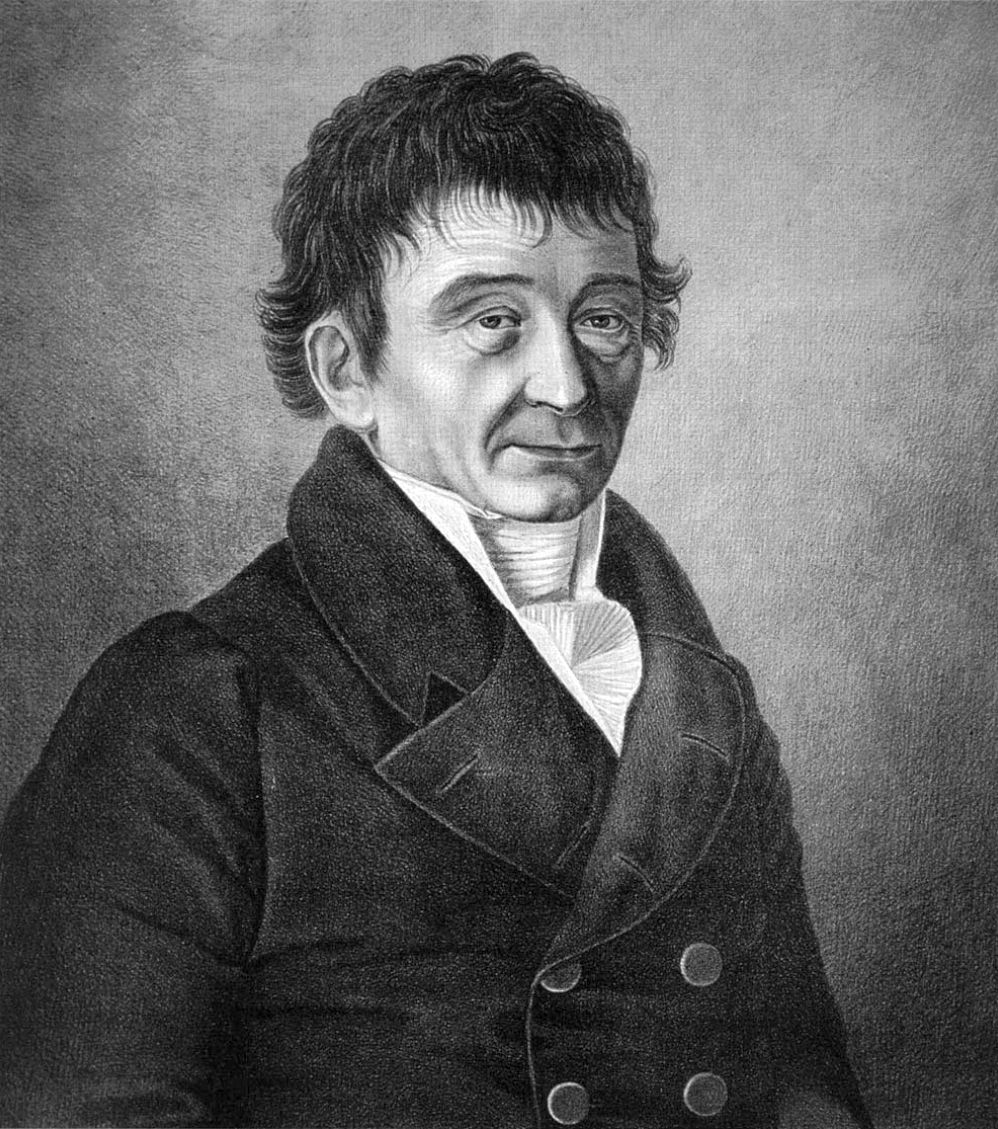
恩斯特·克拉德尼

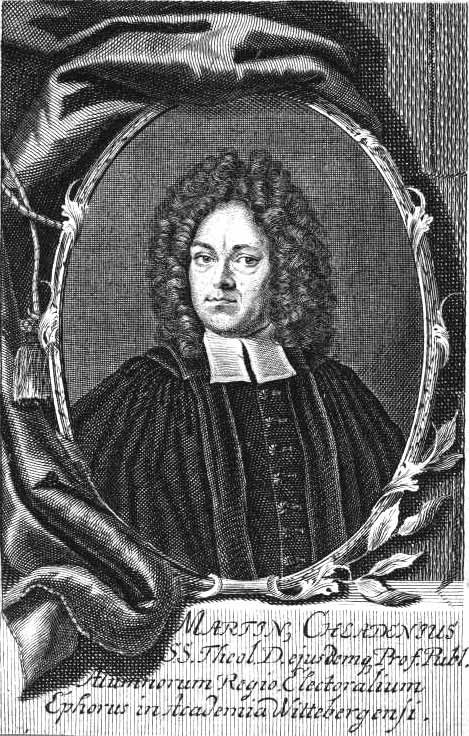
恩斯特·克拉德尼

恩斯特·弗洛伦斯·弗里德里希·克拉德尼（1756年11月30日—1827年4月3日），德国物理学家、音乐家。主要贡献包括振动板研究、不同气体中音速的计算等，因此被称为“声学之父”。

## 生平
恩斯特·克拉德尼1756年11月30日出生於维滕贝格，1827年4月3日卒於西里西亞（現波蘭的弗羅茨瓦夫）的布雷斯勞，自小已懂得斯洛伐克、匈牙利、德三語。1782年，克拉德在萊比錫和维滕贝格攻讀法律及哲學，1782年畢業於萊比錫大學。在他父親死後，克拉尼能更自由地發展個人興趣，主要是在科學方面。
由於他也對音樂感興趣，所以他於1786年開始從數學方面研究聲波，他是算出有關聲音傳播的數量關係的第一個人，因此被譽為「聲學之父」。克拉尼讓覆蓋著一層沙子的薄板振動。薄板以複雜的方式振動，有一些部分（波節線）保持不動，因此留住了由附近振動區域抖來的沙子。這樣，薄板上便出現一幅獨特的沙子圖形，由此能作出有關振動的許多推斷。
此外，克拉德尼还在陨石研究方面颇有建树，因此也被称为“陨石学之父”。

## 克拉尼圖形

克拉尼圖形的吉他背板

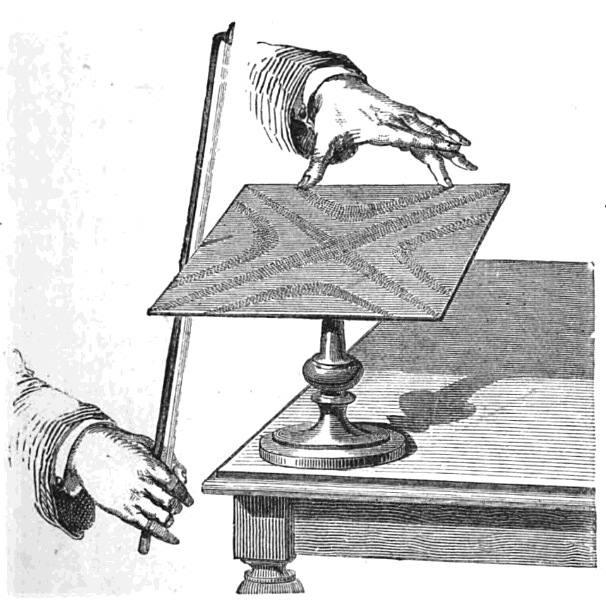
克拉尼的創建克拉尼圖形的方法

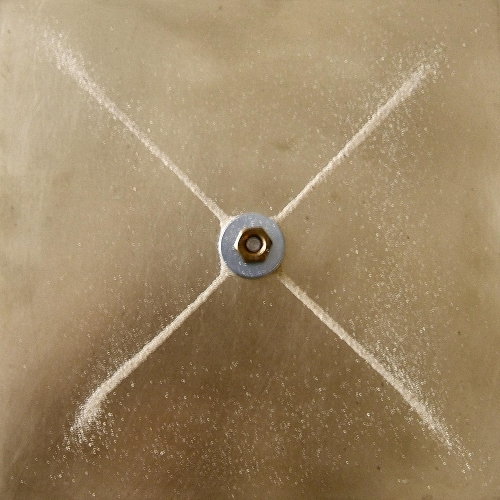
克拉尼圖形上的矩形板支持中心

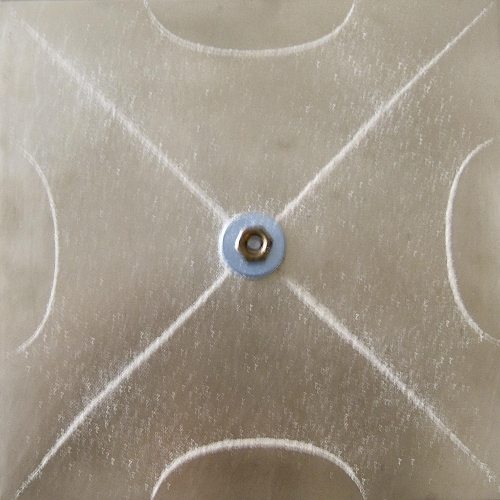
相同的板的另一種模式

克拉尼的最有名的成就之一是發明一種技術來表明剛性表面振動的各種模式，在振動板或振動膜在共振被劃分成多個區域振動相反方向，有界零振動線稱為波節線。克拉尼重複牛津大學羅伯特·虎克的開創性實驗，1680年7月8日，已觀察到與玻璃板的振動節點的型態。虎克用小提琴弓拉沿一盤沾滿麵粉的邊緣，看到節點的模式出現。克拉尼的技術，首次出版於1787年他的書中，發現聲音理論，由金屬片表面輕輕鋪上沙子用一張弓拉，在板邊運動直到它共振，當振動導致移動和集中的砂沿節線表面仍勾畫節線。這些模式現在被稱為克拉尼圖形。這種技術的變種仍然常用於設計和建造聲學樂器，如小提琴、吉他和大提琴。自20世紀以來，更常見的做法是將一個由電子信號發生器驅動的揚聲器放在平板上方或下方，以實現更精確的可調頻率。

## 其他
克拉尼發現克拉尼定律，一個簡單的代數關係近似板和其他機構的自由振盪模態頻率。克拉尼估計聲速不同的氣體，將這些氣體注入管風琴，演奏，並觀察出現的聲音。在1635年開始這種內置在皮埃爾·伽桑狄工作在測量聲音在空氣中的速度。